# Ilisha fuerthii
Ilisha fuerthii är en fiskart som först beskrevs av Steindachner, 1875.  Ilisha fuerthii ingår i släktet Ilisha och familjen Pristigasteridae. IUCN kategoriserar arten globalt som livskraftig. Inga underarter finns listade i Catalogue of Life.